# آسا بيغز
آسا بيغز (بالإنجليزية: Asa Biggs)‏ (و. 1811 – 1878 م) هو سياسي، ومحام، وقاض من الولايات المتحدة الأمريكية ولد في ويليامستون، كارولاينا الشمالية.
تولى منصب عضو مجلس الشيوخ الأمريكي .وهو عضو في الحزب الديمقراطي الأمريكي .